# 17e étape du Tour d'Espagne 2017
La 17e étape du Tour d'Espagne 2017 se déroule le mercredi 6 septembre 2017, entre Villadiego et Arredondo, sur une distance de 180,5 kilomètres. Initialement vainqueur, l'Autrichien Stefan Denifl a été déclassé en 2021, en raison d'utilisation de dopage sanguin.

## Résultats

### Classement de l'étape
| \| Classement de l'étape \| Classement de l'étape \| Classement de l'étape \| Classement de l'étape \| Classement de l'étape \| \| Coureur \| Coureur \| Pays \| Équipe \| Temps \| \| --------------------- \| --------------------- \| --------------------- \| --------------------- \| --------------------- \| \| 1er \| Stefan Denifl \| Autriche \| Aqua Blue Sport \| DQ \| \| 2e \| Alberto Contador \| Espagne \| Trek-Segafredo \| + 28 s \| \| 3e \| Miguel Ángel López \| Colombie \| Astana \| + 1 min 04 s \| \| 4e \| Vincenzo Nibali \| Italie \| Bahrain-Merida \| + 1 min 04 s \| \| 5e \| Ilnur Zakarin \| Russie \| Katusha-Alpecin \| + 1 min 04 s \| \| 6e \| Rafał Majka \| Pologne \| Bora-Hansgrohe \| + 1 min 04 s \| \| 7e \| Michael Woods \| Canada \| Cannondale-Drapac \| + 1 min 13 s \| \| 8e \| Daniel Moreno \| Espagne \| Movistar Team \| + 1 min 17 s \| \| 9e \| Wilco Kelderman \| Pays-Bas \| Team Sunweb \| + 1 min 19 s \| \| 10e \| David de la Cruz \| Espagne \| Quick-Step Floors \| + 1 min 42 s \| |                    |          |                   |              |
| |                    |          |                   |              |
| Source : ProCyclingStats |                    |          |                   |              |
| Classement de l'étape |                    |          |                   |              |
| Coureur | Coureur            | Pays     | Équipe            | Temps        |
| 1er | Stefan Denifl      | Autriche | Aqua Blue Sport   | DQ           |
| 2e | Alberto Contador   | Espagne  | Trek-Segafredo    | + 28 s       |
| 3e | Miguel Ángel López | Colombie | Astana            | + 1 min 04 s |
| 4e | Vincenzo Nibali    | Italie   | Bahrain-Merida    | + 1 min 04 s |
| 5e | Ilnur Zakarin      | Russie   | Katusha-Alpecin   | + 1 min 04 s |
| 6e | Rafał Majka        | Pologne  | Bora-Hansgrohe    | + 1 min 04 s |
| 7e | Michael Woods      | Canada   | Cannondale-Drapac | + 1 min 13 s |
| 8e | Daniel Moreno      | Espagne  | Movistar Team     | + 1 min 17 s |
| 9e | Wilco Kelderman    | Pays-Bas | Team Sunweb       | + 1 min 19 s |
| 10e | David de la Cruz   | Espagne  | Quick-Step Floors | + 1 min 42 s |

### Points attribués
| Sprint intermédiaire - Solares. CA-161 (km 145,2) | Sprint intermédiaire - Solares. CA-161 (km 145,2) | Sprint intermédiaire - Solares. CA-161 (km 145,2) | Sprint intermédiaire - Solares. CA-161 (km 145,2) | Sprint intermédiaire - Solares. CA-161 (km 145,2) |
| ------------------------------------------------- | ------------------------------------------------- | ------------------------------------------------- | ------------------------------------------------- | ------------------------------------------------- |
|                                                   | Coureur                                           | Pays                                              | Équipe                                            | Point(s)                                          |
| 1er                                               | Julian Alaphilippe                                | France                                            | Quick-Step Floors                                 | 4                                                 |
| 2e                                                | Daniel Moreno                                     | Espagne                                           | Movistar                                          | 2                                                 |
| 3e                                                | Alessandro De Marchi                              | Italie                                            | BMC Racing                                        | 1                                                 |
| modifier                                          |                                                   |                                                   |                                                   |                                                   |

| Arrivée d'étape - Arredondo (km 180,5) | Arrivée d'étape - Arredondo (km 180,5) | Arrivée d'étape - Arredondo (km 180,5) | Arrivée d'étape - Arredondo (km 180,5) | Arrivée d'étape - Arredondo (km 180,5) |
| -------------------------------------- | -------------------------------------- | -------------------------------------- | -------------------------------------- | -------------------------------------- |
|                                        | Coureur                                | Pays                                   | Équipe                                 | Point(s)                               |
| 1er                                    | Stefan Denifl                          | Autriche                               | Aqua Blue Sport                        | 25                                     |
| 2e                                     | Alberto Contador                       | Espagne                                | Trek-Segafredo                         | 20                                     |
| 3e                                     | Miguel Ángel López                     | Colombie                               | Astana                                 | 16                                     |
| 4e                                     | Vincenzo Nibali                        | Italie                                 | Bahrain-Merida                         | 14                                     |
| 5e                                     | Ilnur Zakarin                          | Russie                                 | Katusha-Alpecin                        | 12                                     |
| 6e                                     | Rafal Majka                            | Pologne                                | Bora-Hansgrohe                         | 10                                     |
| 7e                                     | Michael Woods                          | Canada                                 | Cannondale-Drapac                      | 9                                      |
| 8e                                     | Daniel Moreno                          | Espagne                                | Movistar                               | 8                                      |
| 9e                                     | Wilco Kelderman                        | Pays-Bas                               | Sunweb                                 | 7                                      |
| 10e                                    | David de la Cruz                       | Espagne                                | Quick-Step Floors                      | 6                                      |
| 11e                                    | Steven Kruijswijk                      | Pays-Bas                               | Lotto NL-Jumbo                         | 5                                      |
| 12e                                    | Jack Haig                              | Australie                              | Orica-Scott                            | 4                                      |
| 13e                                    | Mikel Nieve                            | Espagne                                | Sky                                    | 3                                      |
| 14e                                    | Christopher Froome                     | Royaume-Uni                            | Sky                                    | 2                                      |
| 15e                                    | Wout Poels                             | Pays-Bas                               | Sky                                    | 1                                      |
| modifier                               |                                        |                                        |                                        |                                        |

|   | Coureur              | Pays    | Équipe            | Secondes |
| - | -------------------- | ------- | ----------------- | -------- |
| 1 | Julian Alaphilippe   | France  | Quick-Step Floors | 3 s      |
| 2 | Daniel Moreno        | Espagne | Movistar          | 2 s      |
| 3 | Alessandro De Marchi | Italie  | BMC Racing        | 1 s      |

|   | Coureur            | Pays     | Équipe          | Secondes |
| - | ------------------ | -------- | --------------- | -------- |
| 1 | Stefan Denifl      | Autriche | Aqua Blue Sport | 10 s     |
| 2 | Alberto Contador   | Espagne  | Trek-Segafredo  | 6 s      |
| 3 | Miguel Ángel López | Colombie | Astana          | 4 s      |

### Cols et côtes
| Portillo de Lunada (km 107,3) 2e catégorie (8,3 km à 5,7%) | Portillo de Lunada (km 107,3) 2e catégorie (8,3 km à 5,7%) | Portillo de Lunada (km 107,3) 2e catégorie (8,3 km à 5,7%) | Portillo de Lunada (km 107,3) 2e catégorie (8,3 km à 5,7%) | Portillo de Lunada (km 107,3) 2e catégorie (8,3 km à 5,7%) |
| ---------------------------------------------------------- | ---------------------------------------------------------- | ---------------------------------------------------------- | ---------------------------------------------------------- | ---------------------------------------------------------- |
|                                                            | Coureur                                                    | Pays                                                       | Équipe                                                     | Point(s)                                                   |
| 1er                                                        | Davide Villella                                            | Italie                                                     | Cannondale-Drapac                                          | 5                                                          |
| 2e                                                         | Alessandro De Marchi                                       | Italie                                                     | BMC Racing                                                 | 3                                                          |
| 3e                                                         | Stefan Denifl                                              | Autriche                                                   | Aqua Blue Sport                                            | 1                                                          |
| modifier                                                   |                                                            |                                                            |                                                            |                                                            |

| Puerto de Alisas (km 162,6) 1re catégorie (10 km à 6%) | Puerto de Alisas (km 162,6) 1re catégorie (10 km à 6%) | Puerto de Alisas (km 162,6) 1re catégorie (10 km à 6%) | Puerto de Alisas (km 162,6) 1re catégorie (10 km à 6%) | Puerto de Alisas (km 162,6) 1re catégorie (10 km à 6%) |
| ------------------------------------------------------ | ------------------------------------------------------ | ------------------------------------------------------ | ------------------------------------------------------ | ------------------------------------------------------ |
|                                                        | Coureur                                                | Pays                                                   | Équipe                                                 | Point(s)                                               |
| 1er                                                    | Stefan Denifl                                          | Autriche                                               | Aqua Blue Sport                                        | 10                                                     |
| 2e                                                     | Daniel Moreno                                          | Espagne                                                | Movistar                                               | 6                                                      |
| 3e                                                     | Alessandro De Marchi                                   | Italie                                                 | BMC Racing                                             | 4                                                      |
| 4e                                                     | Julian Alaphilippe                                     | France                                                 | Quick-Step Floors                                      | 2                                                      |
| 5e                                                     | Magnus Cort Nielsen                                    | Danemark                                               | Orica-Scott                                            | 1                                                      |
| modifier                                               |                                                        |                                                        |                                                        |                                                        |

| \| Alto de los Machucos. Monumento Vaca Pasiega (km 180,5) Hors catégorie (7,2 km à 8,7%) \| Alto de los Machucos. Monumento Vaca Pasiega (km 180,5) Hors catégorie (7,2 km à 8,7%) \| Alto de los Machucos. Monumento Vaca Pasiega (km 180,5) Hors catégorie (7,2 km à 8,7%) \| Alto de los Machucos. Monumento Vaca Pasiega (km 180,5) Hors catégorie (7,2 km à 8,7%) \| Alto de los Machucos. Monumento Vaca Pasiega (km 180,5) Hors catégorie (7,2 km à 8,7%) \| \| -------------------------------------------------------------------------------------- \| -------------------------------------------------------------------------------------- \| -------------------------------------------------------------------------------------- \| -------------------------------------------------------------------------------------- \| -------------------------------------------------------------------------------------- \| \| \| Coureur \| Pays \| Équipe \| Point(s) \| \| 1er \| Stefan Denifl \| Autriche \| Aqua Blue Sport \| 15 \| \| 2e \| Alberto Contador \| Espagne \| Trek-Segafredo \| 10 \| \| 3e \| Miguel Ángel López \| Colombie \| Astana \| 6 \| \| 4e \| Vincenzo Nibali \| Italie \| Bahrain-Merida \| 4 \| \| 5e \| Ilnur Zakarin \| Russie \| Katusha-Alpecin \| 2 \| \| modifier \| \| \| \| \| |                    |          |                 |          |
| Alto de los Machucos. Monumento Vaca Pasiega (km 180,5) Hors catégorie (7,2 km à 8,7%) |                    |          |                 |          |
| | Coureur            | Pays     | Équipe          | Point(s) |
| 1er | Stefan Denifl      | Autriche | Aqua Blue Sport | 15       |
| 2e | Alberto Contador   | Espagne  | Trek-Segafredo  | 10       |
| 3e | Miguel Ángel López | Colombie | Astana          | 6        |
| 4e | Vincenzo Nibali    | Italie   | Bahrain-Merida  | 4        |
| 5e | Ilnur Zakarin      | Russie   | Katusha-Alpecin | 2        |
| modifier |                    |          |                 |          |

## Classements à l'issue de l'étape

### Classement général
| \| Classement général \| Classement général \| Classement général \| Classement général \| Classement général \| \| Coureur \| Coureur \| Pays \| Équipe \| Temps \| \| ------------------ \| ------------------ \| ------------------ \| ------------------ \| ------------------ \| \| 1er \| Christopher Froome \| Royaume-Uni \| Team Sky \| 67 h 44 min 03 s \| \| 2e \| Vincenzo Nibali \| Italie \| Bahrain-Merida \| + 1 min 16 s \| \| 3e \| Wilco Kelderman \| Pays-Bas \| Team Sunweb \| + 2 min 13 s \| \| 4e \| Ilnur Zakarin \| Russie \| Katusha-Alpecin \| + 2 min 25 s \| \| 5e \| Alberto Contador \| Espagne \| Trek-Segafredo \| + 3 min 34 s \| \| 6e \| Miguel Ángel López \| Colombie \| Astana \| + 4 min 39 s \| \| 7e \| Michael Woods \| Canada \| Cannondale-Drapac \| + 6 min 33 s \| \| 8e \| Wout Poels \| Pays-Bas \| Team Sky \| + 6 min 40 s \| \| 9e \| Fabio Aru \| Italie \| Astana \| + 6 min 45 s \| \| 10e \| David de la Cruz \| Espagne \| Quick-Step Floors \| + 10 min 10 s \| |                    |             |                   |                  |
| |                    |             |                   |                  |
| Source : ProCyclingStats |                    |             |                   |                  |
| Classement général |                    |             |                   |                  |
| Coureur | Coureur            | Pays        | Équipe            | Temps            |
| 1er | Christopher Froome | Royaume-Uni | Team Sky          | 67 h 44 min 03 s |
| 2e | Vincenzo Nibali    | Italie      | Bahrain-Merida    | + 1 min 16 s     |
| 3e | Wilco Kelderman    | Pays-Bas    | Team Sunweb       | + 2 min 13 s     |
| 4e | Ilnur Zakarin      | Russie      | Katusha-Alpecin   | + 2 min 25 s     |
| 5e | Alberto Contador   | Espagne     | Trek-Segafredo    | + 3 min 34 s     |
| 6e | Miguel Ángel López | Colombie    | Astana            | + 4 min 39 s     |
| 7e | Michael Woods      | Canada      | Cannondale-Drapac | + 6 min 33 s     |
| 8e | Wout Poels         | Pays-Bas    | Team Sky          | + 6 min 40 s     |
| 9e | Fabio Aru          | Italie      | Astana            | + 6 min 45 s     |
| 10e | David de la Cruz   | Espagne     | Quick-Step Floors | + 10 min 10 s    |

### Classement par points
| Classement par points | Classement par points | Classement par points | Classement par points | Classement par points |
| Coureur               | Coureur               | Pays                  | Équipe                | Points                |
| --------------------- | --------------------- | --------------------- | --------------------- | --------------------- |
| 1er                   | Christopher Froome    | Royaume-Uni           | Team Sky              | 137 pts               |
| 2e                    | Vincenzo Nibali       | Italie                | Bahrain-Merida        | 118 pts               |
| 3e                    | Matteo Trentin        | Italie                | Quick-Step Floors     | 108 pts               |
| 4e                    | Miguel Ángel López    | Colombie              | Astana                | 90 pts                |
| 5e                    | Wilco Kelderman       | Pays-Bas              | Team Sunweb           | 89 pts                |
| 6e                    | Alberto Contador      | Espagne               | Trek-Segafredo        | 80 pts                |
| 7e                    | Ilnur Zakarin         | Russie                | Katusha-Alpecin       | 79 pts                |
| 8e                    | Esteban Chaves        | Colombie              | Orica-Scott           | 61 pts                |
| 9e                    | Paweł Poljański       | Pologne               | Bora-Hansgrohe        | 58 pts                |
| 10e                   | José Joaquín Rojas    | Espagne               | Movistar Team         | 57 pts                |

### Classement du meilleur grimpeur
| Classement du meilleur grimpeur | Classement du meilleur grimpeur | Classement du meilleur grimpeur | Classement du meilleur grimpeur | Classement du meilleur grimpeur |
| ------------------------------- | ------------------------------- | ------------------------------- | ------------------------------- | ------------------------------- |
|                                 | Coureur                         | Pays                            | Équipe                          | Point(s)                        |
| 1er                             | Davide Villella                 | Italie                          | Cannondale-Drapac               | 54 points                       |
| 2e                              | Miguel Ángel López              | Colombie                        | Astana                          | 47 pts                          |
| 3e                              | Christopher Froome              | Royaume-Uni                     | Sky                             | 29 pts                          |
| 4e                              | Rafał Majka                     | Pologne                         | Bora-Hansgrohe                  | 28 pts                          |
| 5e                              | José Joaquín Rojas              | Espagne                         | Movistar                        | 27 pts                          |
| 6e                              | Stefan Denifl                   | Autriche                        | Aqua Blue Sport                 | 26 pts                          |
| 7e                              | Romain Bardet                   | France                          | AG2R La Mondiale                | 20 pts                          |
| 8e                              | Ilnur Zakarin                   | Russie                          | Katusha-Alpecin                 | 20 pts                          |
| 9e                              | Thomas De Gendt                 | Belgique                        | Lotto-Soudal                    | 19 pts                          |
| 10e                             | Darwin Atapuma                  | Colombie                        | UAE Emirates                    | 18 pts                          |
| modifier                        |                                 |                                 |                                 |                                 |

### Classement du combiné
| Classement du combiné | Classement du combiné | Classement du combiné | Classement du combiné | Classement du combiné |
| --------------------- | --------------------- | --------------------- | --------------------- | --------------------- |
|                       | Coureur               | Pays                  | Équipe                | Point(s)              |
| 1er                   | Christopher Froome    | Royaume-Uni           | Sky                   | 5 points              |
| 2e                    | Miguel Ángel López    | Colombie              | Astana                | 12 pts                |
| 3e                    | Vincenzo Nibali       | Italie                | Bahrain-Merida        | 17 pts                |
| 4e                    | Ilnur Zakarin         | Russie                | Katusha-Alpecin       | 19 pts                |
| 5e                    | Wilco Kelderman       | Pays-Bas              | Sunweb                | 22 pts                |
| 6e                    | Alberto Contador      | Espagne               | Trek-Segafredo        | 28 pts                |
| 7e                    | Esteban Chaves        | Colombie              | Orica-Scott           | 31 pts                |
| 8e                    | Michael Woods         | Canada                | Cannondale-Drapac     | 45 pts                |
| 9e                    | Romain Bardet         | France                | AG2R La Mondiale      | 47 pts                |
| 10e                   | José Joaquin Rojas    | Espagne               | Movistar              | 47 pts                |
| modifier              |                       |                       |                       |                       |

### Classement par équipes
| Classement par équipes | Classement par équipes | Classement par équipes | Classement par équipes |
| Équipe                 | Équipe                 | Pays                   | Temps                  |
| ---------------------- | ---------------------- | ---------------------- | ---------------------- |
| 1re                    | Astana                 | Kazakhstan             | 202 h 52 min 23 s      |
| 2e                     | Sky                    | Royaume-Uni            | + 9 min 46 s           |
| 3e                     | Movistar Team          | Espagne                | + 35 min 43 s          |
| 4e                     | UAE Team Emirates      | Émirats arabes unis    | + 1 h 00 min 38 s      |
| 5e                     | Orica-Scott            | Australie              | + 1 h 19 min 59 s      |

## Abandon(s)
- 35 -  Daniel Oss (BMC Racing) : Non partant
- 67 -  Lennard Kämna (Sunweb) : Non partant